# SEMT Pielstick
MAN Diesel & Turbo France SAS (ex SEMT Pielstick) è un'industria francese specializzata nella costruzione di motori diesel con stabilimenti a Villepinte Saint-Nazaire e Saint-Cloud di proprietà della MAN Diesel

## Storia
Al termine della seconda guerra mondiale il governo francese nell'intento di assicurare alla nazione l'autonomia in un certo numero di settori strategici decise la costituzione di una società per la costruzione di motori diesel per la propulsione navale, la trazione ferroviaria e la produzione di energia elettrica.
Nel 1946 venne costituita la Société d'étude des machines thermiques (SEMT) alla cui costituzione presero parte cinque società: la Société des Aciéries du Nord, la Société des Ateliers et Chantiers de Bretagne, la Société des Chantiers et Ateliers Augustin Normand, la Société Générale de Construction Mécanique, les Chantiers et Ateliers de Saint-Nazaire. La guida della nuova società venne affidata all'ingegnere tedesco Gustav Pielstick e al suo collaboratore Leonard Geislinger. La società si basava in parte sulle conoscenze tedesche come l'adattamento del motore MAN Diesel 40/46 che equipaggiava gli U-Boot della Kriegsmarine.
All'epoca poiché l'azienda non disponeva di alcun mezzo di produzione ha commercializzato i propri motori attraverso una rete di licenziatari. Nel 1951 la SEMT viene dotata del suo primo banco di prova che viene impiegato nello sviluppo dei suoi motori veloci e semi-veloci PA1 e PC1 e i primi motori sono stati commercializzati a partire dal 1953.
Nel 1976 l'azienda diventa parte della divisione meccanica di Alsthom-Atlantique che nel 1988 viene rilevata da MAN e MTU, inizialmente con una partecipazione del 50% per ciascuna delle due aziende, assumendo la denominazione SEMT Pielstick. Nel 1998 la MAN acquistando il 16,7% del capitale di MTU diventa al 66,7% proprietaria di SEMT Pielstick.
Il 1º gennaio 2006 MAN Diesel acquisì le azioni della MTU Friedrichshafen diventando l'azionista unico della SEMT Piesltick che diventa la filiale francese di MAN Diesel.
Il 1º agosto 2007 lo stabilimento di Jouet-sur-l'Aubois di proprietà della MAN SE diventa filiale della società con la denominazione di Société de mécanique de précision de l'Aubois (SMPA SAS); lo stabilimento è specializzato nella produzione di iniettori.
il 1º agosto 2010 dopo la fusione con Turbo Franse la denominazione dell'azienda diventa MAN Diesel & Turbo France SAS.

## Produzione
MAN Diesel e Turbo progetta, sviluppa, produce, vende e fornisce assistenza post-vendita per i suoi motori diesel a 4 tempi veloci e semi-veloci, con una produzione di motori la cui potenza va dai 1000 a 24 000 kW.
L'azienda ha venduto licenze per produrre in più di 25 aziende in tutto il mondo.
Per ogni motore costruito dai licenziatari, MAN Diesel & Turbo riceve un compenso e in cambio si impegna ad inviare tutte le informazioni necessarie ed eventuali modifiche al progetto per il tipo di motore di cui è stata acquistata la licenza.
L'attività post-vendita viene svolta sotto il nome di "PrimeServ". PrimeServ France garantisce la vendita di ricambi originali e i servizi di manutenzione per tutta la sua attività.
Il produttore di parti di ricambio originali garantisce la loro qualità. Un magazzino con sede a Saint-Nazaire garantire la disponibilità dei ricambi.